# Europese kampioenschappen badminton 2022
De 29e editie van de Europese kampioenschappen badminton werd van 25 t/m 30 april 2022 gehouden in de Spaanse hoofdstad Madrid.

## Medaillewinnaars
| Onderdeel      | 1e plaats                      | 2e plaats                    | 3e plaats                       |
| -------------- | ------------------------------ | ---------------------------- | ------------------------------- |
| Mannen enkel   | Viktor Axelsen                 | Anders Antonsen              | Toma Junior Popov               |
| Mannen enkel   | Viktor Axelsen                 | Anders Antonsen              | Misha Zilberman                 |
| Vrouwen enkel  | Carolina Marín                 | Kirsty Gilmour               | Mia Blichfeldt                  |
| Vrouwen enkel  | Carolina Marín                 | Kirsty Gilmour               | Neslihan Yigit                  |
| Mannen dubbel  | Mark Lamsfuß Marvin Seidel     | Alexander Dunn Adam Hall     | Ruben Jille Ties van der Lecq   |
| Mannen dubbel  | Mark Lamsfuß Marvin Seidel     | Alexander Dunn Adam Hall     | Ben Lane Sean Vendy             |
| Vrouwen dubbel | Gabriela Stoeva Stefani Stoeva | Linda Efler Isabel Lohau     | Maiken Fruergaard Sara Thygesen |
| Vrouwen dubbel | Gabriela Stoeva Stefani Stoeva | Linda Efler Isabel Lohau     | Amalie Magelund Freja Ravn      |
| Gemengd dubbel | Mark Lamsfuß Isabel Lohau      | Thom Gicquel Delphine Delrue | Mikkel Mikkelsen Rikke Søby     |
| Gemengd dubbel | Mark Lamsfuß Isabel Lohau      | Thom Gicquel Delphine Delrue | Robin Tabeling Selena Piek      |

## Medailleklassement
| Plaats | Land       | Goud | Zilver | Brons | Totaal |
| 1      | Duitsland  | 2    | 1      | 0     | 3      |
| 2      | Denemarken | 1    | 1      | 4     | 6      |
| 3      | Bulgarije  | 1    | 0      | 0     | 1      |
| 3      | Spanje     | 1    | 0      | 0     | 1      |
| 5      | Schotland  | 0    | 2      | 0     | 2      |
| 6      | Frankrijk  | 0    | 1      | 1     | 2      |
| 7      | Nederland  | 0    | 0      | 2     | 2      |
| 8      | Engeland   | 0    | 0      | 1     | 1      |
| 8      | Israël     | 0    | 0      | 1     | 1      |
| 8      | Turkije    | 0    | 0      | 1     | 1      |
| Totaal | Totaal     | 5    | 5      | 10    | 20     |

Bochum 1968 ·
Port Talbot 1970 ·
Karlskrona 1972 ·
Wenen 1974 ·
Dublin 1976 ·
Preston 1978 ·
Groningen 1980 ·
Böblingen 1982 ·
Preston 1984 ·
Uppsala 1986 ·
Kristiansand 1988 ·
Moskou 1990 ·
Glasgow 1992 ·
Den Bosch 1994 ·
Herning 1996 ·
Sofia 1998 ·
Glasgow 2000 ·
Malmö 2002 ·
Genève 2004 ·
Den Bosch 2006 ·
Herning 2008 ·
Manchester 2010 ·
Karlskrona 2012 ·
Kazan 2014 ·
La Roche-sur-Yon 2016 ·
Kolding 2017 ·
Huelva 2018 ·
Kyiv 2021 ·
Madrid 2022 ·
Saarbrücken 2024